# Po Ganuhpatih
Po Ganuhpatih (? - mort en 1730), nommé Bà Thị dans les sources vietnamiennes est roi de Champa (Chiêm Thành) à  Panduranga de 1727 à 1730.

## Contexte
Fils de Po Saktiraydapatih il est intronisé en 1727 comme souverain vassal de la principauté de Thuận Thành  par le  Seigneur Nguyen. Il a comme successeur son fils Po Thuntiraidaputih.